# Lista de episódios de Fringe
Está é uma lista dos episódios da série de televisão Fringe.

## Elenco
| Personagem | Personagem | Personagem | Personagem |
| ---------- | ---------- | ---------- | ---------- |
|            | Principal  |            | Recorrente |

| Ator           | Personagem        | Ocupação                                                             | Temporadas | Temporadas | Temporadas | Temporadas | Temporadas |
| Ator           | Personagem        | Ocupação                                                             | 1          | 2          | 3          | 4          | 5          |
| -------------- | ----------------- | -------------------------------------------------------------------- | ---------- | ---------- | ---------- | ---------- | ---------- |
| Anna Torv      | Olivia Dunham     | Agente da Divisão Fringe do FBI                                      |            |            |            |            |            |
| Joshua Jackson | Peter Bishop      | Cientista (Filho Dr. Walter Bishop)                                  |            |            |            |            |            |
| John Noble     | Walter Bishop     | Cientista                                                            |            |            |            |            |            |
| Lance Reddick  | Phillip Broyles   | Agente do Departamento de Segurança Interna / Diretor Divisão Fringe |            |            |            |            |            |
| Jasika Nicole  | Astrid Farnsworth | Agente Junior do FBI (Técnica de Laboratório)                        |            |            |            |            |            |
| Blair Brown    | Nina Sharp        | COO da Massive Dynamic                                               |            |            |            |            |            |
| Mark Valley    | John Scott        | Agente do FBI (Namorado Olivia 1ª temp)                              |            |            |            |            |            |
| Kirk Acevedo   | Charlie Francis   | Agente do FBI / Agente da Divisão Fringe                             |            |            |            |            |            |
| Seth Gabel     | Lincoln Lee       | Agente do FBI / Agente da Divisão Fringe                             |            |            |            |            |            |
| Leonard Nimoy  | William Bell      | Fundador e CEO da Massive Dynamic                                    |            |            |            |            |            |

## Temporadas

### Resumo
| Tempo- rada | Tempo- rada | Nº de episódios | Início                 | Final                 | Lançamento em DVD      | Lançamento em DVD      | Lançamento em DVD      | Audiência | Audiência | Audiência |
| Tempo- rada | Tempo- rada | Nº de episódios | Início                 | Final                 | Região 1               | Região 2               | Região 4               | Maior     | Menor     | Média     |
| ----------- | ----------- | --------------- | ---------------------- | --------------------- | ---------------------- | ---------------------- | ---------------------- | --------- | --------- | --------- |
|             | 1ª          | 20              | 9 de setembro de 2008  | 12 de maio de 2009    | 8 de setembro de 2009  | 28 de setembro de 2009 | 30 de setembro de 2009 | 13,272    | 7,704     | 9,904     |
|             | 2ª          | 23              | 17 de setembro de 2009 | 20 de maio de 2010    | 14 de setembro de 2010 | 27 de setembro de 2010 | 10 de novembro de 2010 | 7,817     | 4,857     | 6,388     |
|             | 3ª          | 22              | 23 de setembro de 2010 | 6 de maio de 2011     | 6 de setembro de 2011  | 26 de setembro de 2011 | 4 de outubro de 2011   | 5,830     | 3,290     | 4,377     |
|             | 4ª          | 22              | 23 de setembro de 2011 | 11 de maio de 2012    | 4 de setembro de 2012  | 24 de setembro de 2012 | 31 de outubro de 2012  | 3,480     | 2,730     | 5,623     |
|             | 5ª          | 13              | 28 de setembro de 2012 | 18 de janeiro de 2013 | 07 de maio de 2013     | 13 de maio de 2013     | —                      | 3,280     | 2,440     | 2,800     |

### Primeira temporada
| #  | Ep | Título                                                                        | Diretor(a)            | Estados Unidos | Estados Unidos          | Código |
| #  | Ep | Título                                                                        | Diretor(a)            | Audiência      | Exibição                | Código |
| -- | -- | ----------------------------------------------------------------------------- | --------------------- | -------------- | ----------------------- | ------ |
| 1  | 1  | "Pilot" "Piloto"                                                              | Alex Graves           | 9,132          | 9 de setembro de 2008   | 101    |
| 2  | 2  | "The Same Old Story" "A Mesma Velha História"                                 | Paul A. Edwards       | 13,272         | 16 de setembro de 2008  | 102    |
| 3  | 3  | "The Ghost Network" "A Rede Fantasma"                                         | Fred Toye             | 9,422          | 23 de setembro de 2008  | 103    |
| 4  | 4  | "The Arrival" "O Observador"                                                  | Paul A. Edwards       | 9,906          | 30 de setembro de 2008  | 104    |
| 5  | 5  | "Power Hungry" "Fome de Energia"                                              | Christopher Misiano   | 9,157          | 14 de outubro de 2008   | 105    |
| 6  | 6  | "The Cure" "A Cura"                                                           | Bill Eagles           | 8,914          | 21 de outubro de 2008   | 106    |
| 7  | 7  | "In Which We Meet Mr. Jones" "O Senhor Jones"                                 | Brad Anderson         | 8,612          | 11 de novembro de 2008  | 107    |
| 8  | 8  | "The Equation" "A Equação"                                                    | Gwyneth Horder-Payton | 9,175          | 18 de novembro de 2008  | 108    |
| 9  | 9  | "The Dreamscape" "Lembranças"                                                 | Fred Toye             | 7,704          | 25 de novembro de 2008  | 109    |
| 10 | 10 | "Safe" "Cofre"                                                                | Michael Zinberg       | 8,535          | 2 de dezembro de 2008   | 110    |
| 11 | 11 | "Bound" "O Sequestro"                                                         | Fred Toye             | 11,962         | 20 de janeiro de 2009   | 111    |
| 12 | 12 | "The No-Brainer" "Mortes Misteriosas"                                         | John Polson           | 11,619         | 27 de janeiro de 2009   | 112    |
| 13 | 13 | "The Transformation" "A Transformação"                                        | Brad Anderson         | 12,780         | 3 de fevereiro de 2009  | 113    |
| 14 | 14 | "Ability" "Habilidade"                                                        | Norberto Barba        | 9,828          | 10 de fevereiro de 2009 | 114    |
| 15 | 15 | "Inner Child" "A Criança Interior"                                            | Fred Toye             | 9,883          | 7 de abril de 2009      | 115    |
| 16 | 16 | "Unleashed" "A Criatura"                                                      | Brad Anderson         | 10,150         | 14 de abril de 2009     | 116    |
| 17 | 17 | "Bad Dreams" "Pesadelos"                                                      | Akiva Goldsman        | 9,895          | 21 de abril de 2009     | 117    |
| 18 | 18 | "Midnight" "Correndo Contra o Tempo"                                          | Bobby Roth            | 9,623          | 28 de abril de 2009     | 118    |
| 19 | 19 | "The Road Not Taken" "O Caminho Não Percorrido"                               | Fred Toye             | 9,245          | 5 de maio de 2009       | 119    |
| 20 | 20 | "There's More Than One of Everything" "Para Cada Coisa Existe Uma Semelhante" | Brad Anderson         | 9,284          | 12 de maio de 2009      | 120    |

### Segunda temporada
| #  | Ep | Título                                                                           | Diretor(a)      | Estados Unidos | Estados Unidos         | Código |
| #  | Ep | Título                                                                           | Diretor(a)      | Audiência      | Exibição               | Código |
| -- | -- | -------------------------------------------------------------------------------- | --------------- | -------------- | ---------------------- | ------ |
| 1  | 21 | "A New Day in the Old Town" "Novo Dia na Velha Cidade"                           | Akiva Goldsman  | 7,817          | 17 de setembro de 2009 | 201    |
| 2  | 22 | "Night of the Desirable Objects" "A Noite dos Objetos Desejáveis"                | Brad Anderson   | 5,732          | 24 de setembro de 2009 | 202    |
| 3  | 23 | "Fracture" "Fratura"                                                             | Bryan Spicer    | 6,026          | 1 de outubro de 2009   | 203    |
| 4  | 24 | "Momentum Deferred" "Momentum Adiado"                                            | Joe Chappelle   | 5,826          | 8 de outubro de 2009   | 204    |
| 5  | 25 | "Dream Logic" "Lógica dos Sonhos"                                                | Paul A. Edwards | 5,781          | 15 de outubro de 2009  | 205    |
| 6  | 26 | "Earthling" "O Homem Sombra"                                                     | Jon Cassar      | 4,857          | 5 de novembro de 2009  | 206    |
| 7  | 27 | "Of Human Action" "Ação Humana"                                                  | Joe Chappelle   | 5,914          | 12 de novembro de 2009 | 207    |
| 8  | 28 | "August" "Agosto"                                                                | Dennis Smith    | 5,900          | 19 de novembro de 2009 | 208    |
| 9  | 29 | "Snakehead" "Cabeça de Cobra"                                                    | Paul Holahan    | 6,940          | 3 de dezembro de 2009  | 209    |
| 10 | 30 | "Grey Matters" "Massa Cinzenta"                                                  | Jeannot Szwarc  | 6,323          | 10 de dezembro de 2009 | 210    |
| 11 | 31 | "Unearthed[a]" "Ressurreição"                                                    | Fred Toye       | 7,719          | 11 de janeiro de 2010  | 211    |
| 12 | 32 | "Johari Window" "Janela de Johari"                                               | Joe Chappelle   | 6,679          | 14 de janeiro de 2010  | 212    |
| 13 | 33 | "What Lies Below" "O Que Está no Fundo"                                          | Deran Sarafian  | 7,005          | 21 de janeiro de 2010  | 213    |
| 14 | 34 | "The Bishop Revival" "Laços de Família"                                          | Adam Davidson   | 9,153          | 28 de janeiro de 2010  | 214    |
| 15 | 35 | "Jacksonville" "Encontro de Dois Mundos"                                         | Charles Beeson  | 7,395          | 4 de fevereiro de 2010 | 215    |
| 16 | 36 | "Peter" "A Verdade Sobre Peter"                                                  | David Straiton  | 5,970          | 1 de abril de 2010     | 216    |
| 17 | 37 | "Olivia. In the Lab. With the Revolver" "Olivia. No Laboratório. Com o Revolver" | Brad Anderson   | 6,333          | 8 de abril de 2010     | 217    |
| 18 | 38 | "White Tulip" "Tulipa Branca"                                                    | Thomas Yatsko   | 6,624          | 15 de abril de 2010    | 218    |
| 19 | 39 | "The Man From The Other Side" "O Homem do Outro Lado"                            | Jeffrey G. Hunt | 5,837          | 22 de abril de 2010    | 219    |
| 20 | 40 | "Brown Betty" "Um Coração Especial"                                              | Seith Mann      | 5,551          | 29 de abril de 2010    | 220    |
| 21 | 41 | "Northwest Passage" "Um Reencontro Inesperado"                                   | Joe Chappelle   | 5,821          | 6 de maio de 2010      | 221    |
| 22 | 42 | "Over There, Part 1" "Do Outro Lado, Parte 1"                                    | Akiva Goldsman  | 5,996          | 13 de maio de 2010     | 222    |
| 23 | 43 | "Over There, Part 2" "Do Outro Lado, Parte 2"                                    | Akiva Goldsman  | 5,746          | 20 de maio de 2010     | 223    |

Notas
- a. ^ O episódio "Unearthed", que foi exibido após o episódio "Grey Matters", era originalmente um episódio da primeira temporada, o que explica a inesperada reaparição do agente Charlie Francis, que foi morto na início segunda temporada. Na ordem cronológica, esse episódio viria depois de "Midnight".

### Terceira temporada
| #  | Ep | Título                                                                | Diretor(a)      | Estados Unidos | Estados Unidos          | Código |
| #  | Ep | Título                                                                | Diretor(a)      | Audiência      | Exibição                | Código |
| -- | -- | --------------------------------------------------------------------- | --------------- | -------------- | ----------------------- | ------ |
| 1  | 44 | "Olivia"                                                              | Joe Chappelle   | 5,830          | 23 de setembro de 2010  | 301    |
| 2  | 45 | "The Box" "A Caixa"                                                   | Jeffrey G. Hunt | 5,237          | 30 de setembro de 2010  | 302    |
| 3  | 46 | "The Plateau" "Um Novo Patamar"                                       | Brad Anderson   | 5,190          | 7 de outubro de 2010    | 303    |
| 4  | 47 | "Do Shapeshifters Dream of Electric Sheep?[b]" "Metamorfos Entre Nós" | Kenneth Fink    | 5,224          | 14 de outubro de 2010   | 304    |
| 5  | 48 | "Amber 31422" "Amber"                                                 | David Straiton  | 4,804          | 4 de novembro de 2010   | 305    |
| 6  | 49 | "6955 kHz" "Frequência Sinistra"                                      | Joe Chappelle   | 4,822          | 11 de novembro de 2010  | 306    |
| 7  | 50 | "The Abducted" "Os Sequestrados"                                      | Chuck Russell   | 4,846          | 18 de novembro de 2010  | 307    |
| 8  | 51 | "Entrada"                                                             | Brad Anderson   | 5,130          | 2 de dezembro de 2010   | 308    |
| 9  | 52 | "Marionette" "Marionete"                                              | Joe Chappelle   | 4,738          | 9 de dezembro de 2010   | 309    |
| 10 | 53 | "The Firefly" "O Vagalume"                                            | Charles Beeson  | 4,871          | 21 de janeiro de 2011   | 310    |
| 11 | 54 | "Reciprocity" "Reciprocidade"                                         | Jeannot Szwarc  | 4,534          | 28 de janeiro de 2011   | 311    |
| 12 | 55 | "Concentrate and Ask Again" "Vingança"                                | Dennis Smith    | 4,258          | 4 de fevereiro de 2011  | 312    |
| 13 | 56 | "Immortality" "Imortalidade"                                          | Brad Anderson   | 3,736          | 11 de fevereiro de 2011 | 313    |
| 14 | 57 | "6B" "Um Amor Para a Vida Toda"                                       | Thomas Yatsko   | 4,017          | 18 de fevereiro de 2011 | 314    |
| 15 | 58 | "Subject 13" "Cobaia"                                                 | Fred Toye       | 4,021          | 25 de fevereiro de 2011 | 315    |
| 16 | 59 | "Os" "Ósmio"                                                          | Brad Anderson   | 3,639          | 11 de março de 2011     | 316    |
| 17 | 60 | "Stowaway" "Clandestina"                                              | Charles Beeson  | 3,797          | 18 de março de 2011     | 317    |
| 18 | 61 | "Bloodline" "Linhagem"                                                | Dennis Smith    | 3,843          | 25 de março de 2011     | 318    |
| 19 | 62 | "Lysergic Acid Diethylamide" "LSD"                                    | Joe Chappelle   | 3,645          | 15 de abril de 2011     | 319    |
| 20 | 63 | "6:02 AM EST" "O Começo do Fim"                                       | Jeannot Szwarc  | 3,325          | 22 de abril de 2011     | 320    |
| 21 | 64 | "The Last Sam Weiss" "O Último Sam Weiss"                             | Thomas Yatsko   | 3,517          | 29 de abril de 2011     | 321    |
| 22 | 65 | "The Day We Died" "O Dia Em Que Morremos"                             | Joe Chappelle   | 3,290          | 6 de maio de 2011       | 322    |

Notas
- b. ^ O título desse episódio ("Do Shapeshifters Dream of Electric Sheep?"), que em tradução literal é "Transmorfos sonham com carneiros elétricos?", faz referência ao livro "Do Androids Dream of Electric Sheep?" ("O Caçador de Andróides" - Brasil - ou "Blade Runner - Perigo Iminente" - Portugal)

### Quarta temporada
| #  | Ep | Título                                                                  | Diretor(a)        | Estados Unidos | Estados Unidos          | Código |
| #  | Ep | Título                                                                  | Diretor(a)        | Audiência      | Exibição                | Código |
| -- | -- | ----------------------------------------------------------------------- | ----------------- | -------------- | ----------------------- | ------ |
| 1  | 66 | "Neither Here Nor There" "Nem Lá, Nem Cá"                               | Joe Chappelle     | 3,48           | 23 de setembro de 2011  | 401    |
| 2  | 67 | "One Night in October" "Uma Noite em Outubro"                           | Brad Anderson     | 3,05           | 30 de setembro de 2011  | 402    |
| 3  | 68 | "Alone in the World" "Sozinho no Mundo"                                 | Miguel Sapochnik  | 3,18           | 7 de outubro de 2011    | 403    |
| 4  | 69 | "Subject 9" "Cobaia 9"                                                  | Joe Chapelle      | 3,16           | 14 de outubro de 2011   | 404    |
| 5  | 70 | "Novation" "Inovação"                                                   | Paul Holahan      | 3,21           | 4 de novembro de 2011   | 405    |
| 6  | 71 | "And Those We Left Behind" "E Aqueles que Deixamos Para Trás"           | Brad Anderson     | 3,03           | 11 de novembro de 2011  | 406    |
| 7  | 72 | "Wallflower" "Invisível"                                                | Anthony Hemingway | 2,88           | 18 de novembro de 2011  | 407    |
| 8  | 73 | "Back to Where You've Nevee Been" "De Volta ao Lugar Onde Nunca Esteve" | Jeannot Szwarc    | 2,87           | 13 de janeiro de 2012   | 408    |
| 9  | 74 | "Enemy of My Enemy" "Inimigo do Meu Inimigo"                            | Joe Chapelle      | 3,19           | 20 de janeiro de 2012   | 409    |
| 10 | 75 | "Forced Perspective" "Perspectiva Forçada"                              | David Solomon     | 3,33           | 27 de janeiro de 2012   | 410    |
| 11 | 76 | "Making Angels" "Fazendo Anjos"                                         | Charles Beeson    | 3,20           | 3 de fevereiro de 2012  | 411    |
| 12 | 77 | "Welcome to Westfield" "Seja Bem Vindo a Westfield"                     | David Straiton    | 3,05           | 10 de fevereiro de 2012 | 412    |
| 13 | 78 | "A Better Humann Being" "Um Ser Humano Melhor"                          | Joe Chapelle      | 3,00           | 17 de fevereiro de 2012 | 413    |
| 14 | 79 | "The End of all Things" "O Fim de Todas as Coisas"                      | Jeffrey G. Hunt   | 3,08           | 24 de fevereiro de 2012 | 414    |
| 15 | 80 | "A Short Story About Love" "Uma Pequena Historia de Amor"               | J.H. Wyman        | 2,87           | 23 de março de 2012     | 415    |
| 16 | 81 | "Nothing as It Seems" "Nada é Como foi Visto"                           | Fred Toye         | 3,08           | 30 de março de 2012     | 416    |
| 17 | 82 | "Everything in Its Rigth Place" "Tudo em Seu Devido Lugar"              | David Moxnes      | 3,01           | 6 de abril de 2012      | 417    |
| 18 | 83 | "The Consultant" "O Consultor"                                          | Jeannot Szwarc    | 2,84           | 13 de abril de 2012     | 418    |
| 19 | 84 | "Letters of Transit" "Passes de Trânsito"                               | Joe Chapelle      | 3,03           | 20 de abril de 2012     | 419    |
| 20 | 85 | "Worlds Apart" "Mundos a Parte"                                         | Charles Beeson    | 3,09           | 27 de abril de 2012     | 420    |
| 21 | 86 | "Brave New World (part 1)" "Bravo Mundo Novo (parte 1)"                 | Joe Chapelle      | 2,73           | 4 de maio de 2012       | 421    |
| 22 | 87 | "Brave New World (part 2)" "Bravo Mundo Novo (parte 2)"                 | Joe Chapelle      | 3,11           | 11 de maio de 2012      | 422    |

### Quinta temporada
| #  | Ep  | Título                                                                                                   | Diretor(a)                      | Estados Unidos | Estados Unidos         | Código |
| #  | Ep  | Título                                                                                                   | Diretor(a)                      | Audiência      | Exibição               | Código |
| -- | --- | --- | ------------------------------- | -------------- | ---------------------- | ------ |
| 1  | 88  | "Transilience Thought Unifier Model-11" "Transiliência do Pensamento Unificador"                         | Miguel Sapochnik, Jeannot Szwar | 3,120          | 28 de setembro de 2012 | 501    |
| 2  | 89  | "In Absentia" "Em Ausência"                                                                              | Jeannot Szwarc                  | 2,980          | 05 de outubro de 2012  | 502    |
| 3  | 90  | "The Recordist" "O Recordista"                                                                           | Jeff T. Thomas                  | 2,640          | 12 de outubro de 2012  | 503    |
| 4  | 91  | "The Bullet That Saved The World" "A Bala que Salvou o Mundo"                                            | David Straiton                  | 2,550          | 26 de outubro de 2012  | 504    |
| 5  | 92  | "An Origin Story" "Uma História Original"                                                                | P.J. Pesce                      | 2,580          | 02 de novembro de 2012 | 505    |
| 6  | 93  | "Through the Looking Glass and What Walter Found There" "Através do Espelho e o que Walter Encontrou Lá" | Jon Cassar                      | 2,470          | 09 de novembro de 2012 | 506    |
| 7  | 94  | "Five-Twenty-Ten" "5-20-10"                                                                              | Eagle Egilsson                  | 2,700          | 16 de novembro de 2012 | 507    |
| 8  | 95  | "The Human Kind" "A Espécie Humana"                                                                      | Dennis Smith                    | 2,710          | 07 de dezembro de 2012 | 508    |
| 9  | 96  | "Black Botter" "Manteiga Preta"                                                                          | Tommy Gormley                   | 3,120          | 14 de dezembro de 2012 | 509    |
| 10 | 97  | "Anomaly XB-6783746" "Anomalia Numérica"                                                                 | Jeffrey G. Hunt                 | 3,020          | 21 de dezembro de 2012 | 510    |
| 11 | 98  | "The Boy Must Live" "O Menino Deve Viver"                                                                | Paul Holahan                    | 2,440          | 11 de janeiro de 2013  | 511    |
| 12 | 99  | "Liberty" "Liberdade"                                                                                    | P.J. Pesce                      | 3,280          | 18 de janeiro de 2013  | 512    |
| 13 | 100 | "An Enemy of Fate" "Um Inimigo do Destino"                                                               | J.H. Wyman                      | 3,280          | 18 de janeiro de 2013  | 513    |